# أكثم نعيسة
أكثم نعيسة هو ناشط حقوق إنسان ومحامي سوري ولد في يوم 28 ديسمبر 1951 في مدينة اللاذقية في سوريا ودرس في مصر، هو رئيس منظمة جمعيات الدفاع عن الحريات الديمقراطية وحقوق الإنسان وألتي شارك بتأسيسها في سنة 1989. أعتقل عدة مرات من قبل النظام السوري، أولها كان في فبراير 1982 لأربعة أشهر حيث عذب فيها، في سنة 1989 أنشأ إذاعة صوت الديمقراطية السرية، ونادى بإقامة انتخابات حرة، أعتقل مرة أخرى في ديسمبر 1991، وحكم عليه بالسجن 9 سنوات في سجن صيدنايا. أطلق سراحه في يوليو 1998 وحرم من ممارسة مهنة المحاماة بعد ذلك، شارك في تظاهرات 2004 المناوئة لتمديد حالة الطوارئ أمام البرلمان السوري، في أبريل 2004 أعتقل مرة أخرى وأرسل مرة أخرى إلى سجن صيدنايا وسجن لأربعة شهور تحت التعذيب أدت لإصابته بالجلطة والشلل الجزئي. في أكتوبر 2004 فاز بجائزة لودوفيك ترايرو الدولية لحقوق الإنسان في بروكسل وفي 2005 فاز بجائزة مارتن إينالس للمدافين عن حقوق الإنسان.